# Alain Laurier
Alain Laurier (Créteil, 12 de septiembre de 1944-25 de diciembre de 2023) fue un futbolista y entrenador de fútbol francés que jugó en la posición de centrocampista.

## Carrera

### Club
| Periodo   | Club           |
| --------- | -------------- |
| 1965–1972 | Stade de Reims |
| 1972–1974 | Paris FC       |
| 1974–1976 | Angers SCO     |
| 1976–1979 | Le Mans FC     |
| 1979–1982 | SM Caen        |

### Selección nacional
Jugó para Francia en dos partidos en los Juegos Olímpicos de México 1968.

### Entrenador
| Periodo   | Club             |
| --------- | ---------------- |
| 1976–1979 | Le Mans FC       |
| 1979–1983 | SM Caen          |
| 1983–1986 | AS Poissy        |
| 1986–1989 | Grenoble Foot 38 |
| 1990–1994 | FC Istres        |
| 1996–1997 | Dijon FCO        |
| 1997–1998 | Al Wasl FC       |
| 1999–2000 | Al Wasl FC       |
| 2000–2001 | Shenyang Jinde   |

## Logros

### Entrenador
- Ligue 2 (1): 1966

### Individual
- Entrenador del Año de la Ligue 2 en 1991.